# Esselbach
Esselbach ist eine Gemeinde im unterfränkischen Landkreis Main-Spessart. Der gleichnamige Hauptort ist Sitz der Gemeindeverwaltung.

## Geografie

### Höchster und niedrigster Punkt
Der topographisch höchste Punkt des zusammenhängenden Hauptteils der Gemeindegemarkung nahe an deren Nordspitze auf dem Steinmarker Berg (Lage) erreicht 437 m ü. NHN, der der gesamten Gemeinde an der Gemeindeexklave Karlshöhe(Lage) 450 m ü. NHN, der niedrigste liegt am Ausfluss des Wachenbachs auf 195 m ü. NHN (Lage).

### Gemeindegliederung
Die Gemeinde hat zehn Gemeindeteile (in Klammern ist der Siedlungstyp angegeben):
- Esselbach (Pfarrdorf)
- Faun (Einöde)
- Heinrichsmühle (Einöde)
- Karlshöhe (Einöde)
- Kieseckersmühle (Einöde)
- Kredenbach (Dorf)
- Schleifthor (Einöde)
- Steinmark (Dorf)
- Wagenmühle (alte) (Einöde)
- Wagenmühle (neue) (Einöde)

Es gibt die Gemarkungen Esselbach (mit Alte Wachenmühle und Neue Wachenmühle), Kredenbach, Steinmark (mit Kieseckersmühle und Heinrichsmühle) und Fürstlich Löwensteinscher Park (mit Faun, Karlshöhe und Schleifthor).

### Nachbargemeinden
|                      | Fürstlich Löwensteinscher Park (Gemeindefreies Gebiet) | Gemeinde Hafenlohr    |
| Gemeinde Bischbrunn  | Kompassrose, die auf Nachbargemeinden zeigt            |                       |
| Gemeinde Schollbrunn |                                                        | Stadt Marktheidenfeld |

### Gewässer
Durch den Hauptort der Gemeinde fließt der Esselbach, der sich weiter abwärts im Gemeindegebiet mit dem längstenteils ebenfalls auf Gemeindegrund fließenden Steinmarker Bach zum Wachenbach vereint.

## Name

### Etymologie
Der Name Esselbach leitet sich von dem gleichnamigen Bach Esselbach ab, welcher über den Wachenbach der Hafenlohr zufließt.
Der Name Esselbach geht aus dem mittelhochdeutschen Bestimmungswort Espin, was Espe bedeutet und dem Grundwort Bach hervor. Als Erklärung ergibt sich daraus ein von Espen bestandener Wasserlauf. Der Wechsel von n oder l vor b ist nicht selten. Die heutige Form mit ss ist durch Assimilation entstanden.

### Frühere Schreibweisen
Frühere Schreibweisen des Ortes aus diversen historischen Karten und Urkunden:
- 1182 „Espelbach“
- 1424 „Espilbach“
- 1594 „Eisselbach“
- 1625 „Esselbach“

## Geschichte

### Bis zur Gründung der Vorläufergemeinden
Als Teil des Hochstifts Würzburg fiel der Hauptort ebenso wie Steinmark und Kredenbach als Teil der Grafschaft Wertheim nach dem Reichsdeputationshauptschluss 1803 an das neu gebildete Fürstentum Aschaffenburg, mit welchem sie 1814 an das Königreich Bayern kamen. Im Zuge der Verwaltungsreformen in Bayern entstanden mit dem Gemeindeedikt von 1818 drei selbständige Gemeinden.

### Verwaltungsgeschichte
Im Jahre 1862 wurde das Bezirksamt Marktheidenfeld gebildet, auf dessen Verwaltungsgebiet Esselbach lag. 1939 wurde wie überall im Deutschen Reich die Bezeichnung Landkreis eingeführt. Esselbach war nun eine der 47 Gemeinden im Landkreis Marktheidenfeld. Mit der Auflösung des Landkreises Marktheidenfeld kam Esselbach am 1. Juli 1972 in den neu gebildeten Landkreis Mittelmain, der zehn Monate später seinen endgültigen Namen Landkreis Main-Spessart erhielt.

### Eingemeindungen
Im Zuge der bayerischen Gebietsreform schlossen sich am 1. Mai 1978 die bisherigen Gemeinden Esselbach, Steinmark und Kredenbach zur neuen Gemeinde Esselbach zusammen.

### Einwohnerentwicklung
Im Zeitraum 1988 bis 2018 stieg die Einwohnerzahl von 1743 auf 2096 um 353 bzw. um 20,3 %.
- 1961: 1516 Einwohner[9]
- 1970: 1627 Einwohner[9]
- 1987: 1747 Einwohner
- 1991: 1938 Einwohner
- 1995: 2111 Einwohner
- 2000: 2041 Einwohner
- 2005: 2036 Einwohner
- 2010: 1975 Einwohner
- 2015: 2051 Einwohner

## Politik
Die Gemeinde ist Mitglied der Verwaltungsgemeinschaft Marktheidenfeld.

### Bürgermeister
Bürgermeister ist seit dem 23. Juli 2013 Richard Roos (CSU); er wurde am 15. März 2020 mit 96,1 % der Stimmen wieder gewählt. Sein Vorgänger war seit 2002 Klaus Hofmann (Freie Wähler).

### Gemeinderat
Die Tabelle zeigt die Sitzverteilungen nach den Gemeinderatswahlen seit 2008:
| Partei/Liste            | 2020 | 2016 | 2008 |
| ----------------------- | ---- | ---- | ---- |
| Gemeinsam für Esselbach | 14   | –    | –    |
| CSU/Bürgerblock:        | –    | 5    | 3    |
| Freie Wähler            | –    | 5    | 6    |
| Bürgerliste             | –    | 4    | 2    |
| Bürgergemeinschaft      | –    | –    | 3    |

### Wappen
| Wappen von Esselbach | Blasonierung: „In Grün ein breiter silberner Schräglinksbalken, dem ein schräglinks gestelltes blaues Posthorn aufgelegt ist.“ |
| Wappen von Esselbach | Wappenbegründung: Esselbach liegt an der einst wichtigen Straße von Würzburg nach Frankfurt, die mitten durch den Spessart führt. Bis zum 14. Jahrhundert gehörte der Ort zum Territorium von Kurmainz, das dort eine Poststation einrichtete. Diese kam 1617 in den Besitz der 1695 in den Reichsfürstenstand erhobenen von Thurn und Taxis. Die Poststation bewirkte einen wirtschaftlichen Aufschwung für Esselbach. Die dadurch begründete überörtliche Bedeutung kommt durch das Posthorn zum Ausdruck. Die grüne Feldfarbe stellt die geografische Lage der Gemeinde im Spessart dar. Dieses Wappen wird seit 1971 geführt. |

### Gemeindepartnerschaften
Es besteht eine Gemeindepartnerschaft mit Stetteldorf in Niederösterreich.

## Religion
Esselbach ist katholisch geprägt. Die Pfarrei St. Margareta gehört zum Dekanat Main-Spessart (Bistum Würzburg).
Die Gemeindeteile Steinmark und Kredenbach sind evangelisch geprägt und gehörten zur Grafschaft Wertheim.
In Esselbach wohnen viele Anhänger der neuen religiösen Bewegung Universelles Leben, die dort diverse Wirtschaftsbetriebe unterhalten.

## Bildung
Es gibt folgende Einrichtungen (Stand: 2016):
- einen katholischen Kindergarten mit sechs Kindergartengruppen und
- eine private Grund- und Hauptschule des Universellen Lebens bis zur zehnten Jahrgangsstufe mit einem eigenen Internat.